# Liga Futbolu Amerykańskiego
Liga Futbolu Amerykańskiego (skrót LFA) – nieistniejące rozgrywki ligowe futbolu amerykańskiego w Polsce, zrzeszające 28 klubów. Zmagania w ramach LFA toczyły się co roku w trzech dywizjach seniorskich (LFA1, LFA2, LFA9) oraz jednej juniorskiej (JLFA). Drużyny rywalizowały w sezonie zasadniczym, po którym najlepsze z nich brały udział w fazie play-off, kończącej się meczem finałowym – Polish Bowl.

## Historia
Liga Futbolu Amerykańskiego została utworzona w listopadzie 2017 r. na skutek rozłamu w Polskim Związku Futbolu Amerykańskiego. Z powodu niezadowolenia zdecydowana większość drużyn, uczestniczących dotychczas w rozgrywkach Polskiej Ligi Futbolu Amerykańskiego (PLFA) dołączyła do nowo utworzonej LFA. W pierwszym sezonie wystąpiło w niej 27 drużyn, w tym najlepsze i najbardziej utytułowane w kraju – Panthers Wrocław, Seahawks Gdynia i Lowlanders Białystok. Zmagania wygrał zespół z Białegostoku pokonując w finale Panthers Wrocław. W sezonie 2019 do ligi dołączyły kolejne ekipy grające wcześniej w PLFA – Armia Poznań, Armada Szczecin i Hammers Łaziska Górne. Polish Bowl XVIII wygrał Lowlanders Białystok po finale z Silesia Rebels Katowice. W 2024 r. Polish Bowl zdobyli Warsaw Eagles pokonując Lowlanders Białystok 20:10.

## Polish Bowl
| Edycja | Sezon | Data              | Miasto  | Stadion            | Godzina | Zwycięzca            | Wynik | Pokonany             | MVP                           | Widzów |
| XIII   | 2018  | 21 lipca 2018     | Wrocław | Stadion Olimpijski | 18:30   | Lowlanders Białystok | 14:13 | Panthers Wrocław     | Daniel Tarnawski (Lowlanders) | 4000   |
| XIV    | 2019  | 29 czerwca 2019   | Wrocław | Stadion Olimpijski | 18:00   | Panthers Wrocław     | 28:14 | Lowlanders Białystok | Przemysław Banat (Panthers)   | 4500   |
| XV     | 2020  | 14 listopada 2020 | Wrocław | Stadion Olimpijski | 16:00   | Panthers Wrocław     | 48:12 | Lowlanders Białystok | Bartosz Dziedzic (Panthers)   | 0      |

## Ciekawostki
- Według przedstawicieli klubów przyczynami założenia Ligi Futbolu Amerykańskiego były liczne zaniedbania władz Polskiej Ligi Futbolu Amerykańskiego, m.in. brak demokratycznych wyborów zarządu, niedążenie do utworzenia oficjalnej krajowej federacji futbolu amerykańskiego (Stowarzyszenie Polski Związek Futbolu Amerykańskiego nie było takim związkiem w myśl ustawy o sporcie), brak transparentności finansowej i niedostateczne działania na polu marketingowym.
- Numeracja i nazewnictwo meczów finałowych nawiązuje do finału amerykańskiej ligi NFL, czyli Super Bowl. Pierwszy finał LFA został nazwany Polish Bowl XIII, ponieważ kluby wspólnie zadecydowały, że będą kontynuować tradycję numerowania finałów Polskiej Ligi Futbolu Amerykańskiego, w której mecz finałowy był określany jako SuperFinał.
- W LFA obowiązywała zasada „jedno miasto, jeden klub” oznaczająca, że w lidze może grać wyłącznie jedna drużyna klubowa z danego miasta. Reguła ta miała wspomóc lokalne organizacje w rozwoju, doprowadzając do kilku fuzji klubowych, m.in. w Opolu, Poznaniu i Szczecinie.
- Początkowo liga miała nazywać się Ekstraklasa Futbolu Amerykańskiego, jednak zdecydowano się na zmianę nazwy, żeby uniknąć podobieństwa z piłkarską ekstraklasą.
- Wszystkie mecze LFA można było oglądać „na żywo” w internecie, a najciekawsze spotkania również w telewizji.
- Ambasadorami LFA zostali: koszykarz Śląska Wrocław Maciej Zieliński, raper i konferansjer KSW Waldemar Kasta oraz zawodnik Deante Battle.
- Triumfator rozgrywek LFA nie zostawał mistrzem Polski lub zdobywcą Pucharu Polski. Ustawa z dnia 25 czerwca 2010 o sporcie określała wyłączne prawo do organizowania i prowadzenia współzawodnictwa sportowego o tytuł mistrza Polski oraz o Puchar Polski w danym sporcie wyłącznie polskim związkom sportowym. Rozgrywki LFA będące w opozycji do Polskiego Związku Futbolu Amerykańskiego (organizatora Polskiej Ligi Futbolu Amerykańskiego) stanowiły więc amatorskie rozgrywki o charakterze ogólnopolskim, nie posiadające prawa do tytułowania triumfatora mistrzem Polski a jedynie triumfatorem LFA. PLFA od zbuntowanych klubów domagała się 20 tys. złotych kary umownej za odstąpienie od postanowień umownych i nie przystąpienie do rozgrywek, do których się wcześniej zobowiązali przystąpić. Kluby LFA nie chciały zapłacić kary, komunikowały się z PLFA poprzez prawników i zdecydowały się wyjaśnić sprawę na drodze sądowej[7].
- W 2009 r. stojący na czele inicjatywy LFA Marcin Wyszkowski, został ukarany przez Polską Ligę Futbolu Amerykańskiego za zachowania rasistowskie. Wyszkowski był prezesem drużyny The Crew Wrocław (jednego z protoplastów Panthers Wrocław, firmujących LFA) oraz rzecznikiem dolnośląskiej Platformy Obywatelskiej[8]. O rasizm Wyszkowskiego oskarżył czarnoskóry Amerykanin Aki Jones[9] (pierwszy w Polsce zawodnik z przeszłością w NFL), m.in. o wypowiedzenie słów „czarnuchy to zwierzęta”[10]. Oskarżenia potwierdził inny zawodnik Lance Burns[11] a także w swoich oświadczeniach Tylera Vorhiesa i Daviego Johnsona[12]. Komisja dyscyplinarna PLFA ukarała Wyszkowskiego zakazem pełnienia obowiązków, grzywną (wpłaconą na konto PLFA i przekazaną na rzecz Stowarzyszenia „Nigdy więcej”[13]) oraz obowiązkiem wykupienia w prasie przeprosin[14]. Pełnomocnik rządu do spraw równego traktowania – Elżbieta Radziszewska w oficjalnym liście podziękowała PLFA za szybką i właściwą reakcję na bulwersujące wydarzenie[15].

## Rozgrywki
W sezonie 2018 rozgrywki w Lidze Futbolu Amerykańskiego toczyły się na trzech szczeblach seniorskich (LFA1, LFA2, LFA9) oraz jednym juniorskim (JLFA). Na boiskach LFA wystąpiło łącznie 41 drużyn (32 seniorskie i 9 juniorskich). Najlepsze kluby zagrały w LFA1, gdzie zostały podzielone na trzy grupy, po cztery ekipy w każdej. Każda drużyna rozegrała 8 spotkań w sezonie zasadniczym (mecz i rewanż z grupowymi rywalami oraz dwa spotkania międzygrupowe). Po sezonie zasadniczym 1. i 2. drużyna z grupy A automatycznie awansowała do półfinału rozgrywek. Miejsca 3. i 4. z grupy A zagrały mecze dzikich kart ze zwycięzcami grup B i C. Zwycięzcy półfinałów zmierzyli się w finale ligi czyli w Polish Bowl XIII na Stadionie Olimpijskim we Wrocławiu. Do fazy play-off dotarły drużyny Warsaw Sharks, Kraków Kings, Tychy Falcons, Seahawks Gdynia, Lowlanders Białystok oraz Panthers Wrocław, a w wielkim finale drużyna z Białegostoku zwyciężyła z ekipą z Wrocławia. W LFA2 tryumfowali Opole Towers, w LFA9 zespół Kraków Kings B, a w lidze juniorskiej JLFA po puchar sięgnęli gracze Bielawa Owls.
System rozgrywek uległ zmianie w sezonie 2019, w którym LFA1 została podzielona na dwie grupy (Północna i Południowa) po sześć drużyn w każdej, w ramach których każda drużyna zmierzy się raz z grupowymi rywalami oraz dodatkowo rozegra trzy mecze z ekipami z drugiej grupy. Miejsca 3. z obu grup rozegrają mecze dzikich kart z drużynami, które zajęły 2. miejsca. Zwycięzcy tych meczów zagrają ze zwycięzcami grup w półfinałach. Dwie najlepsze ekipy zmierzą się w Polish Bowl XIV. Inauguracja sezonu nastąpiła 23 marca 2019. Rozgrywki ponownie podzielono na dywizje LFA1, LFA2, LFA9 i juniorską JLFA.

## Drużyny w sezonie 2019

### LFA 1
| - Lowlanders Białystok - Seahawks Gdynia - Warsaw Mets - Rhinos Wyszków - Olsztyn Lakers - Wilki Łódzkie |  | - Panthers Wrocław - Tychy Falcons - Kraków Kings - Armia Poznań - Towers Opole - Wataha Zielona Góra |

### LFA 2
| - Angels Toruń - Białe Lwy Gdańsk - Jaguars Kąty Wrocławskie - Miners Krause Wałbrzych - Armada Szczecin |  | - Tytani Lublin - Przemyśl Bears - Rzeszów Rockets - Silesia Rebels - Hammers Łaziska Górne |

## Link zewnętrzny
- Oficjalna strona internetowa